# Rezerwat wodny
Rezerwat wodny (symbol W) – rodzaj rezerwatu przyrody, w którym przedmiotem ochrony są wody jezior, rzek, potoków i morza wraz ze zbiorowiskami roślin i gatunkami zwierząt.
W 2015 roku istniało w Polsce 45 rezerwatów wodnych o łącznej powierzchni 5046 ha.